# Resolutie 2039 Veiligheidsraad Verenigde Naties
Resolutie 2039 van de Veiligheidsraad van de Verenigde Naties werd unaniem door de VN-Veiligheidsraad aangenomen op 29 februari 2012 en vroeg de landen rond de Golf van Guinee een gezamenlijke strategie uit te tekenen tegen de piraterij die in de regio in opmars was.

## Achtergrond
Na de Afrikaanse oostkust werd piraterij ook aan de westkust van het continent een steeds groter probleem. De aanvallers hadden het vooral gemunt op ladingen en werden steeds gewelddadiger. Omdat de kwestie de economische ontwikkeling van de landen rondom de Golf van Guinee in de weg stond drong een internationaal antwoord zich op.

## Inhoud

### Waarnemingen
Zeeroverij en gewapende overvallen bleven de internationale scheepvaart in de Golf van Guinee en de economische ontwikkeling van de landen in die regio bedreigen. Multinationale georganiseerde misdaad als wapenhandel, drugshandel, piraterij en gewapende overvallen op zee bedreigden de internationale vrede en -veiligheid in West-Afrika en de Sahel.
Er waren reeds een aantal initiatieven genomen door de ECCAS, de ECOWAS, de GGC en de MOWCA waarop moest worden voortgebouwd. Een gezamenlijke aanpak van de piraterij en de onderliggende oorzaken ervan drong zich op, en daar was ook internationale steun voor nodig.

### Handelingen
Een verkenningsmissie van de secretaris-generaal had in november 2011 de situatie ter plaatse onderzocht. De landen rond de Golf van Guinee droegen de verantwoordelijkheid om iets aan de piraterij te doen en moesten een regionale strategie ontwikkelen. Op deze landen werd ook aangedrongen prompt nationale maritieme veiligheidsstrategieën uit te voeren en een juridische kader te scheppen tegen piraterij. Benin en Nigeria werden ook gevraagd hun gezamenlijke zeepatrouilles te verlengen na maart 2012.

## Verwante resoluties
- Resolutie 2018 Veiligheidsraad Verenigde Naties (2011)

Lijst ·  2033 ·  2034 ·  2035 ·  2036 ·  2037 ·  2038 ·  2039 ·  2040 ·  2041 ·  2042 ·  2043 ·  2044 ·  2045 ·  2046 ·  2047 ·  2048 ·  2049 ·  2050 ·  2051 ·  2052 ·  2053 ·  2054 ·  2055 ·  2056 ·  2057 ·  2058 ·  2059 ·  2060 ·  2061 ·  2062 ·  2063 ·  2064 ·  2065 ·  2066 ·  2067 ·  2068 ·  2069 ·  2070 ·  2071 ·  2072 ·  2073 ·  2074 ·  2075 ·  2076 ·  2077 ·  2078 ·  2079 ·  2080 ·  2081 ·  2082 ·  2083 ·  2084 ·  2085